# Conflit abkhaze-géorgien
 (décembre 2022).
La mise en forme du texte ne suit pas les recommandations de Wikipédia : il faut le « wikifier ».
Les points d'amélioration suivants sont les cas les plus fréquents :
- Les titres sont pré-formatés par le logiciel. Ils ne sont ni en capitales, ni en gras.
- Le texte ne doit pas être écrit en capitales (les noms de famille non plus), ni en gras, ni en italique, ni en « petit »…
- Le gras n'est utilisé que pour surligner le titre de l'article dans l'introduction, une seule fois.
- L'italique est rarement utilisé : mots en langue étrangère, titres d'œuvres, noms de bateaux, etc.
- Les citations ne sont pas en italique mais en corps de texte normal. Elles sont entourées par des guillemets français : « et ».
- Les listes à puces sont à éviter, des paragraphes rédigés étant largement préférés. Les tableaux sont à réserver à la présentation de données structurées (résultats, etc.).
- Les appels de note de bas de page (petits chiffres en exposant, introduits par l'outil «  Source ») sont à placer entre la fin de phrase et le point final[comme ça].
- Les liens internes (vers d'autres articles de Wikipédia) sont à choisir avec parcimonie. Créez des liens vers des articles approfondissant le sujet. Les termes génériques sans rapport avec le sujet sont à éviter, ainsi que les répétitions de liens vers un même terme.
- Les liens externes sont à placer uniquement dans une section « Liens externes », à la fin de l'article. Ces liens sont à choisir avec parcimonie suivant les règles définies. Si un lien sert de source à l'article, son insertion dans le texte est à faire par les notes de bas de page.
- La présentation des références doit suivre les conventions bibliographiques. Il est recommandé d'utiliser les modèles {{Ouvrage}}, {{Chapitre}}, {{Article}}, {{Lien web}} et/ou {{Bibliographie}}. Le mode d'édition visuel peut mettre en forme automatiquement les références.
- Insérer une infobox (cadre d'informations à droite) n'est pas obligatoire pour parachever la mise en page.

Pour une aide détaillée, merci de consulter Aide:Wikification.
Si vous pensez que ces points ont été résolus, vous pouvez retirer ce bandeau et améliorer la mise en forme d'un autre article.
Le conflit abkhazo-géorgien est un conflit ethnique entre les Géorgiens et le peuple abkhaze en Abkhazie, une république de facto indépendante et partiellement reconnue. Dans un sens plus large, on peut considérer le conflit géorgien-abkhaze comme faisant partie d'un conflit géopolitique dans la région du Caucase, qui s'est intensifié à la fin du XXe siècle avec la dissolution de l'Union soviétique en 1991.
Ce conflit, qui est l'un des plus sanglants de l'ère post-soviétique, n'est toujours pas résolu. Le gouvernement géorgien a offert plusieurs fois une autonomie substantielle à l'Abkhazie. Cependant, le gouvernement abkhaze et l'opposition en Abkhazie refusent toute forme d'union avec la Géorgie. Les Abkhazes considèrent leur indépendance comme le résultat d'une guerre de libération de la Géorgie, tandis que les Géorgiens pensent qu'historiquement, l'Abkhazie a toujours fait partie de la Géorgie. Les Géorgiens formaient le plus grand groupe ethnique de l'Abkhazie avant la guerre, avec une majorité de 45,7 % en 1989. Pendant la guerre, le camp séparatiste abkhaze a mené une campagne de nettoyage ethnique qui a entraîné l'expulsion de près de 250 000 personnes et le meurtre de plus de 5 000 Géorgiens de naissance.
Les conventions de Lisbonne, Budapest et Istanbul de l'Organisation pour la sécurité et la coopération en Europe (OSCE) ont officiellement reconnu le nettoyage ethnique des Géorgiens, qui est également mentionné dans la résolution GA/10708 de l'Assemblée générale des Nations unies. Le Conseil de sécurité des Nations unies a adopté une série de résolutions dans lesquelles il appelle à un cessez-le-feu.

## Histoire

### Période soviétique
L'Abkhazie et d'autres principautés géorgiennes ont été annexées à l'Empire russe au XIXe siècle et en ont fait partie jusqu'aux révolutions russes de 1917. Alors que la Géorgie a d'abord rejoint la République démocratique fédérative de Transcaucasie, puis est devenue indépendante sous le nom de République démocratique de Géorgie (DRG) en 1918, l'Abkhazie a d'abord été contrôlée par un groupe de bolcheviks, avant de rejoindre finalement la DRG, bien que son statut n'ait jamais été clarifié. En 1921, l'Armée rouge envahit l'Abkhazie et la Géorgie, les incorporant finalement dans la République soviétique fédérative socialiste de Transcaucasie. Au départ, l'Abkhazie était une république soviétique indépendante, la République socialiste soviétique d'Abkhazie (RSS d'Abkhazie), bien qu'elle ait été unie à la République socialiste soviétique de Géorgie par un traité en 1931, la RSS d'Abkhazie a été rétrogradée en république autonome au sein de la RSS de Géorgie, avec une forte opposition des Abkhazes.
Pendant toute l'ère soviétique, les Abkhazes ont demandé le rétablissement de leur statut de quasi-indépendance. Des manifestations en ce sens ont eu lieu en 1931, immédiatement après la dissolution de la RSS d'Abkhazie, puis en 1957, 1967, 1978 et 1989. En 1978, 130 représentants de l'intelligentia abkhaze ont signé une lettre adressée aux dirigeants soviétiques, protestant contre ce qu'ils considéraient comme une « géorgisation » de l'Abkhazie.

### Guerre en Abkhazie
Le conflit a débouché sur une guerre en Abkhazie, qui a duré 13 mois, à partir d'août 1992, entre les forces gouvernementales géorgiennes et une milice composée de Géorgiens ethniques vivant en Abkhazie et les forces séparatistes composées d'Abkhazes ethniques, d'Arméniens et de Russes résidant également en Abkhazie. Les séparatistes ont été soutenus par les militants nord-caucasiens et cosaques et (officieusement) par les forces russes stationnées à Goudaouta. Le conflit a abouti à un accord à Sotchi pour mettre fin aux hostilités, cependant, cela n'a pas duré.

### Reprise des hostilités
En avril-mai 1998, le conflit s'est à nouveau intensifié dans le district de Gali lorsque plusieurs centaines de forces abkhazes sont entrées dans les villages encore peuplés de Géorgiens pour soutenir les élections parlementaires tenues par les séparatistes. Malgré les critiques de l'opposition, Eduard Shevardnadze, Président de la Géorgie, a refusé de déployer des troupes contre l'Abkhazie. Un cessez-le-feu a été négocié le 20 mai. Les hostilités ont fait des centaines de victimes des deux côtés et 20 000 réfugiés géorgiens supplémentaires.
En septembre 2001, environ 400 combattants tchétchènes et 80 membres de la guérilla géorgienne sont apparus dans la vallée de Kodori. Les paramilitaires tchétchéno-géorgiens ont avancé jusqu'à Sukhumi, mais ont finalement été repoussés par les forces abkhazes et les forces de maintien de la paix russes basées à Gudauta.

### Période Saakachvili
Le nouveau gouvernement géorgien du Président Mikheil Saakachvili a promis de ne pas avoir recours à la force et de résoudre le conflit uniquement par la diplomatie et les pourparlers politiques.
Alors qu'il avait été décidé, lors d'un sommet de la Communauté des États indépendants (CEI), de ne pas établir de contacts avec les séparatistes, la coopération économique et les transports transfrontaliers entre l'Abkhazie et la Russie ont pourtant pris de l'ampleur. La Russie a par ailleurs affirmé que tout ceci relevait des intérêts privés et non de l'État.

### Août 2008
Le 10 août 2008, la guerre russo-géorgienne s'est étendue à l'Abkhazie, où les rebelles séparatistes et l'armée de l'air russe ont lancé une attaque générale contre les forces géorgiennes. Le président séparatiste pro-Moscou d'Abkhazie, Sergei Bagapsh, a déclaré que ses troupes avaient lancé une « opération militaire » majeure pour forcer les troupes géorgiennes à quitter les gorges de Kodori, qu'elles contrôlaient toujours. À la suite de cette attaque, les troupes géorgiennes ont été entièrement chassées d'Abkhazie.
Le 26 août 2008, la fédération de Russie a officiellement reconnu l'Ossétie du Sud et l'Abkhazie comme des États indépendants. En réponse à la reconnaissance de l'Abkhazie et de l'Ossétie du Sud par la Russie, le gouvernement géorgien a annoncé que le pays coupait toutes ses relations diplomatiques avec la Russie et qu'il quittait la Communauté des États indépendants.

### Après la guerre
Les relations entre la Géorgie et l'Abkhazie sont restées tendues après la guerre. La Géorgie a pris des mesures pour accroître l'isolement de l'Abkhazie en imposant un blocus maritime à cette dernière. Lors de la cérémonie d'ouverture d'un nouveau bâtiment de l'ambassade de Géorgie à Kiev (Ukraine) en novembre 2009, le président géorgien Mikheil Saakachvili a déclaré que les résidents d'Ossétie du Sud et d'Abkhazie pouvaient également utiliser ses installations. « Je voudrais vous assurer, mes chers amis, que c'est aussi votre maison et qu'ici, vous pourrez toujours trouver du soutien et de la compréhension », a-t-il déclaré.
Le 9 juillet 2012, l'Assemblée parlementaire de l'OSCE a adopté une résolution lors de sa session annuelle à Monaco, soulignant l'intégrité territoriale de la Géorgie et qualifiant les régions séparatistes d'Abkhazie et d'Ossétie du Sud de « territoires occupés ». La résolution « exhorte le gouvernement et le Parlement de la fédération de Russie, ainsi que les autorités de facto d'Abkhazie, Géorgie et d'Ossétie du Sud, Géorgie, à permettre à la Mission de surveillance de l'Union européenne d'accéder sans entrave aux territoires occupés ». Il est également dit que l'Assemblée parlementaire de l'OSCE est « préoccupée par la situation humanitaire des personnes déplacées tant en Géorgie que dans les territoires occupés d'Abkhazie, Géorgie et d'Ossétie du Sud, Géorgie, ainsi que par le déni du droit de retour sur leurs lieux de vie ».